# 桃園圍

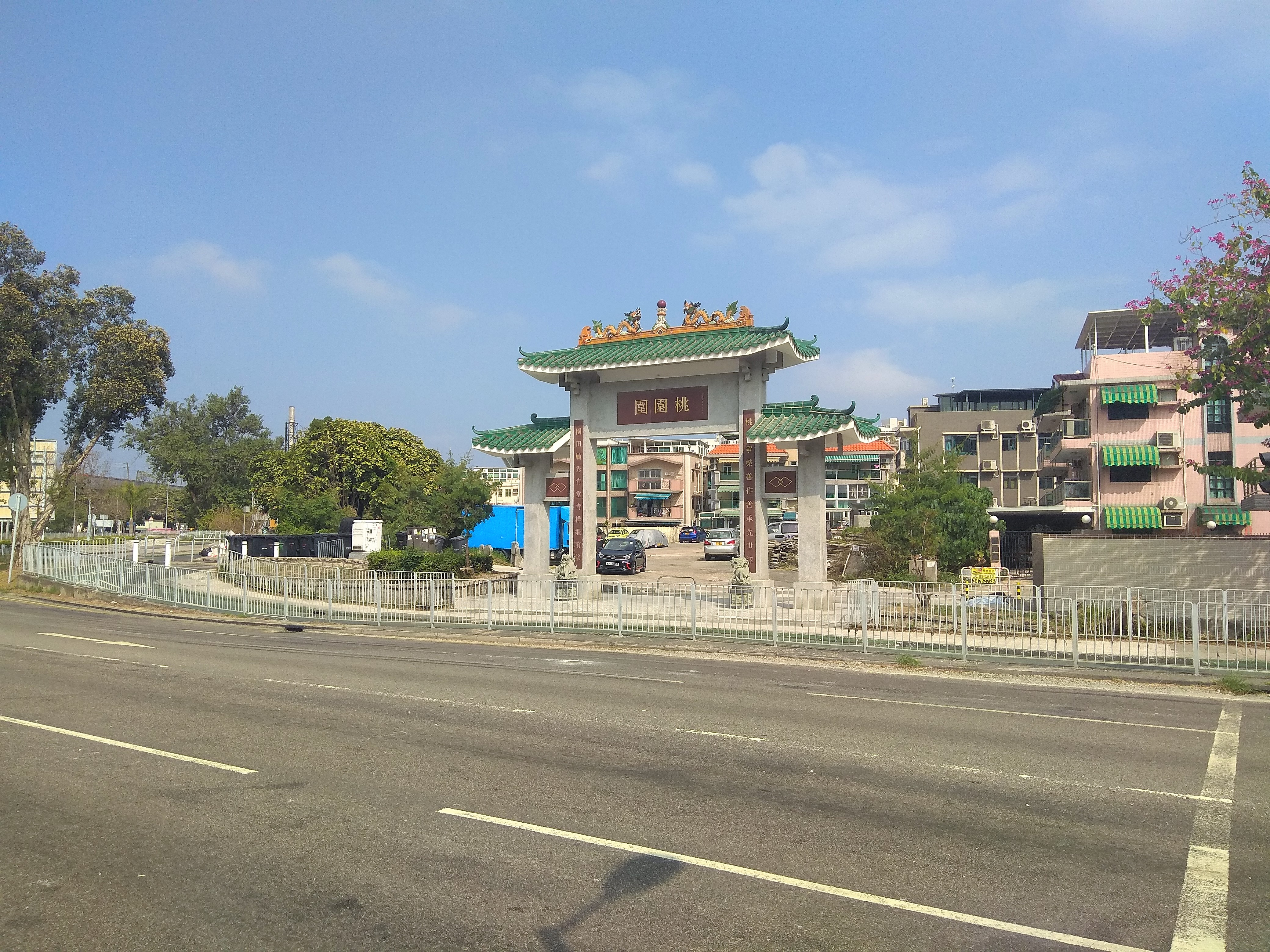
桃園圍牌坊

桃園圍（英語：To Yuen Wai）是一條位於香港屯門區藍地的鄉村。

## 行政區劃
桃園圍是新界小型屋宇政策下其中一條認可鄉村，亦為屯門鄉事委員會36個鄉村代表之一。

## 外部連結
- 居民代表選舉桃園圍（屯門）的劃定現有鄉村範圍（2019－2022年） （页面存档备份，存于）

22°24′59″N 113°59′03″E / 22.416313°N 113.98422°E